# Meiogyne ramarowii
Meiogyne ramarowii (Dunn) Gandhi – gatunek rośliny z rodziny flaszowcowatych (Annonaceae Juss.). Występuje naturalnie w Indiach – w stanach Tamilnadu, Karnataka oraz Kerala. 

## Morfologia
PokrójZimozielony krzew dorastający do 7–9 m wysokości. Młode pędy są owłosione.
LiścieMają podłużnie eliptyczny kształt. Mierzą 10–20 cm długości oraz 3–5 cm szerokości. Są skórzaste, lekko owłosione od spodu. Nasada liścia jest klinowa. Blaszka liściowa jest o spiczastym wierzchołku. Ogonek liściowy jest mniej lub bardziej owłosiony i dorasta do 5–10 mm długości.
KwiatySiedzące lub osadzone na krótkich szypułkach, pojedyncze, rozwijają się w kątach pędów lub na ich szczytach. Działki kielicha mają owalny kształt i dorastają do 6 mm długości. Płatki mają lancetowaty kształt i osiągają do 30–50 mm długości.
OwocePojedyncze mają cylindryczny kształt, zebrane po 3–5 w owoc zbiorowy. Są omszone. Osiągają 15–25 mm długości.

## Biologia i ekologia
Rośnie w wiecznie zielonych lasach. Kwitnie od lutego do lipca, natomiast owoce dojrzewają od maja do października.